# Sorabistyka
Sorabistyka – dyscyplina zajmująca się badaniem języka, literatury, kultury i dziejów Serbów Łużyckich. Stanowi część slawistyki.
Sorabistyka wykładana jest na Uniwersytecie Warszawskim, Lwowskim, Lipskim a najdłużej na Uniwersytecie Karola w Pradze. Za sprawą Adolfa Černego studia sorabistyczne rozpoczęto w 1901 r. na Wydziale Filozoficznym Uniwersytetu Karola. Jego prace kontynuował Josef Páta. W 1933 r. powołano do życia Katedrę Sorabistyki.